# Yanan (socken i Kina)
Yanan (kinesiska: 鸭南, 鸭南乡) är en socken i Kina. Den ligger i provinsen Heilongjiang, i den nordöstra delen av landet, omkring 620 kilometer nordost om provinshuvudstaden Harbin. Antalet invånare är 3 571. Befolkningen består av 1 675 kvinnor och 1 896 män. Barn under 15 år utgör 15,0 %, vuxna 15-64 år 81 %, och äldre över 65 år 2,0 %.
Genomsnittlig årsnederbörd är 910 millimeter. Den regnigaste månaden är juli, med i genomsnitt 171 mm nederbörd, och den torraste är februari, med 17 mm nederbörd.